# Koks

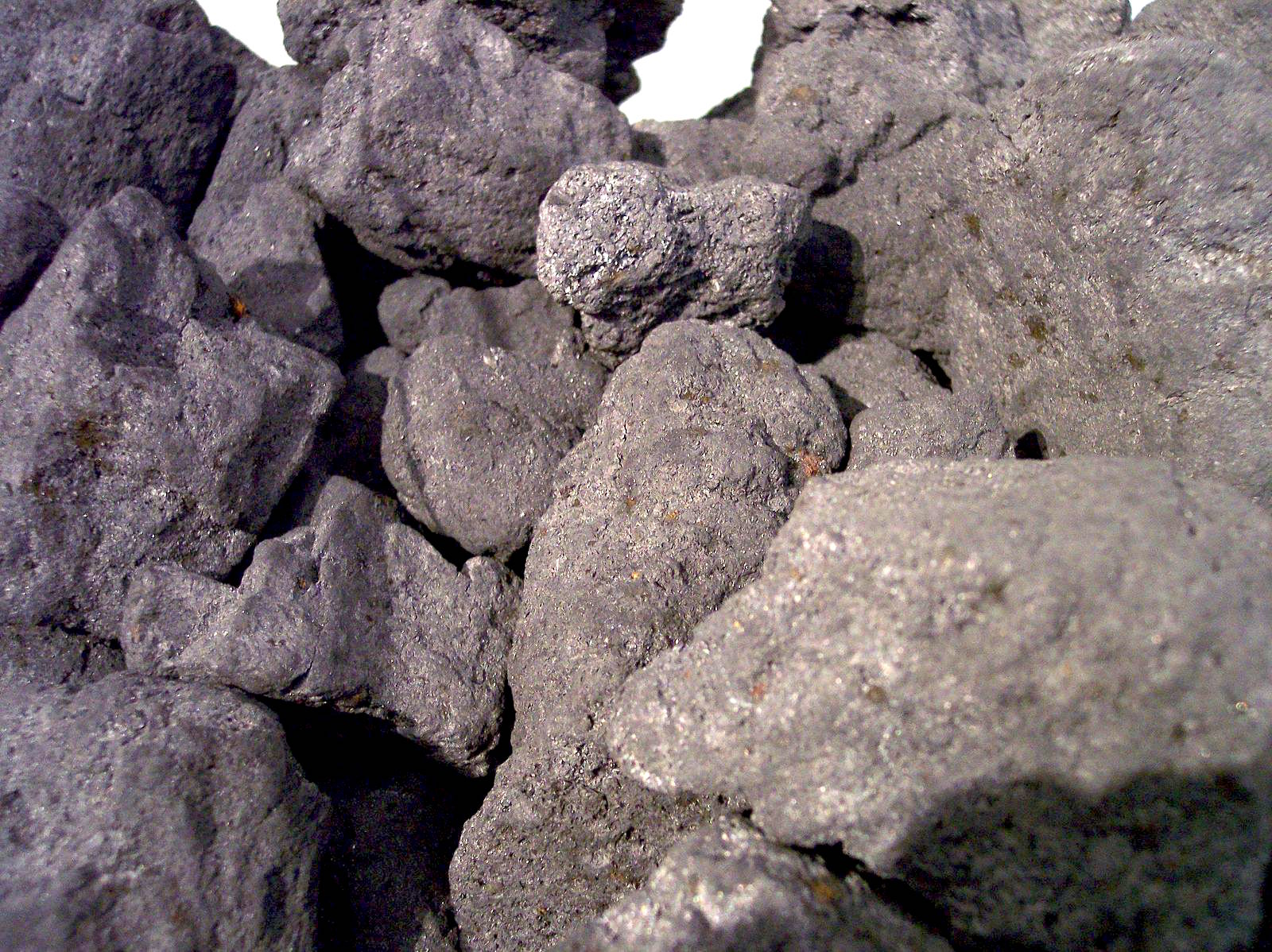
Koks

Koks je pevný uhlíkatý zbytek odvozený z nízkopopelového, nízkosirného černého uhlí, ze kterého jsou odstraněny prchavé složky v peci s omezeným přístupem kyslíku při teplotách nad 1000 °C. Při tom vzniká také kamenouhelný dehet, amoniak, lehké oleje a koksárenský plyn. Provoz na výrobu koksu se nazývá koksárna nebo taky koksovna, proces jeho výroby se nazývá karbonizace.

## Použití

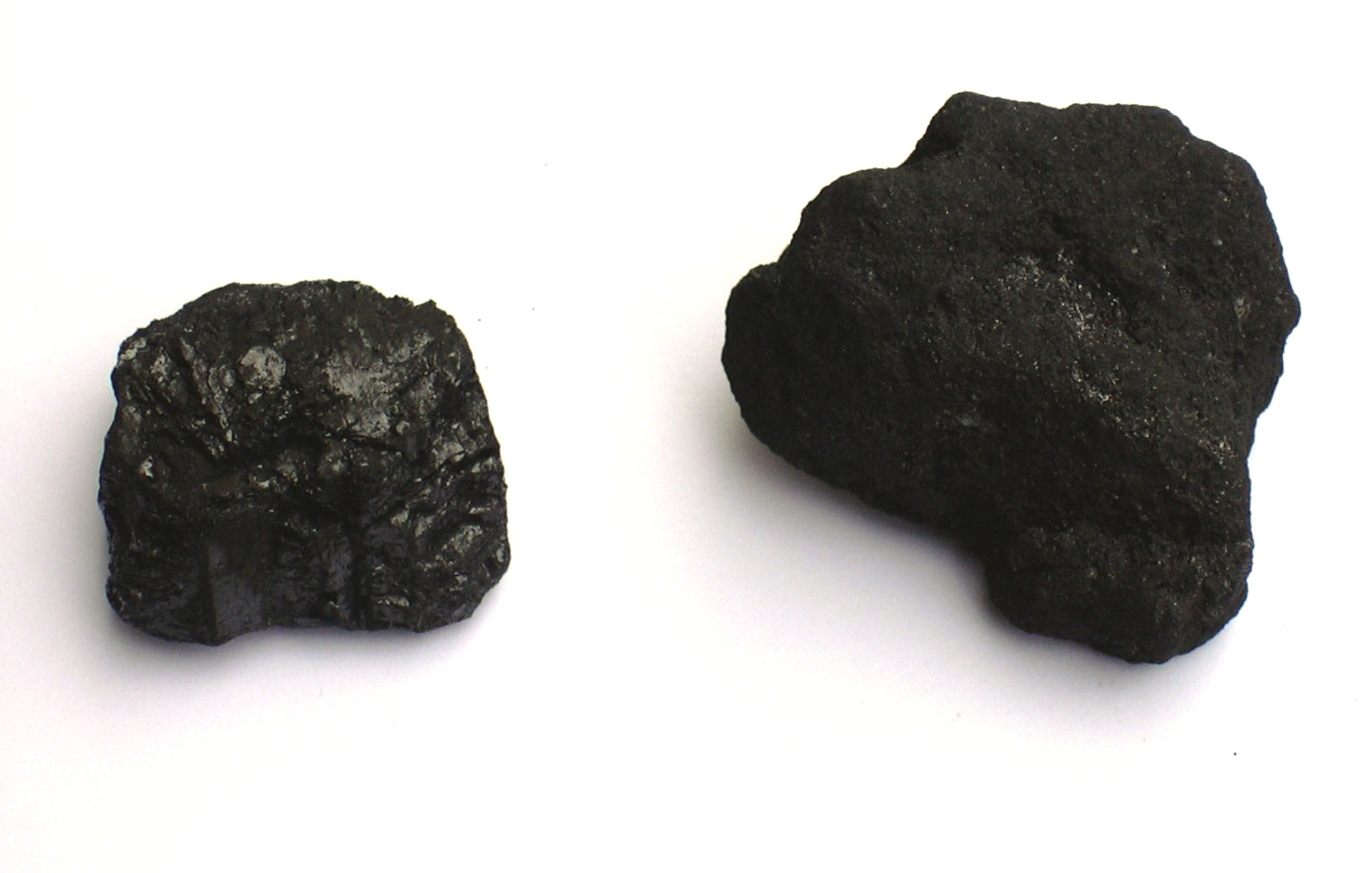
Antracit a koks (koks je vpravo, nelesklý)

Koks se používá jako palivo a jako redukční činidlo např. ve vysoké peci. Koks z uhlí je šedý, tvrdý a pórovitý a má výhřevnost 29,6 MJ/kg. Petrolejový koks je pevný zbytek získaný rafinací ropy, obsahuje ale příliš mnoho nečistot na to, aby mohl být využíván v metalurgických aplikacích.
Jako palivo pro vytápění a výrobu teplé užitkové vody je koks povolen jako jediné tuhé palivo i v centrech měst, protože jeho spálením vzniká prakticky pouze CO2 a proti jiným tuhým palivům má relativně nízkou prašnost. I přes to je ale nahrazován plynovým vytápěním, které má podle jeho prodejců tyto parametry výrazně lepší.